# Urfugl
Urfugl (latin: Lyrurus tetrix) er en fugl i fasanfamilien. 

## Udbredelse
Fuglen findes over store dele af Norge, Sverige og Finland, i det meste af østeuropa og videre mod øst i det meste af Rusland. Den  blev erklæret uddød i Danmark i år 2001 efter at man i midten af 90'erne kun havde observeret 2 ynglende par og derefter over en årrække ingen ynglende par.

## Beskrivelse
Hannen er ca. 53 cm lang og vejer mellem 1 og 1,5 kg, mens hunnen er ca. 41 cm lang med en vægt på ca. 900 gram. De har helt forskellige fjerdragter og farver. Hønen er brunspraglet. Hanen er nærmest sort med blå-lignende fjer på brystet.
Tjuren og urfuglen forekommer i det store hele i samme geografiske område – primært Skandinavien og Rusland – men foretrækker forskellige biotoper. Tjuren foretrækker den lysåbne skov, eller tættere skov hvor den holder til ved moser, lysninger og i skovbrynet. Urfuglen foretrækker åbne områder, f.eks. heder og moseflader. Urfuglen spiser blade, bær og insekter, og hvor der forekommer træer i nærheden også knopper af både løv- (især birk) og nåletræer.
Udover hannens prægtige fjerdragt er urfuglen især kendt for hannernes "spil" i yngletiden, hvor hannerne mødes indenfor et ret lille område (spillepladsen) og gør sig til mens de slår halen ud, og synger med deres karakteristiske boblende/gurglende stemmer.
Urfuglen kan forveksles med sin større slægtning, tjuren. Den mest iøjnefaldende forskel er størrelsen, hvor urfuglen er betydeligt mindre og lettere. I flugt virker urfuglen mindre langhalset og storhovedet end tjuren. Urhønen har kortere hale end tjurhønen, og urhanen kan skelnes fra tjurhanen ved at den har kileformet hale.
Krydsning af tjurhøne og urhane forekommer af og til i naturen. Resultatet er et infertilt afkom som kaldes rakkelhane/rakkelhøne. Krydsning mellem tjurhane og urhøne er ikke set.
- En urfugl i et træ.
- Urfugleæg